# 言芳
言芳（1437年—？），字宗本，山東濟南府鄒平縣人，軍籍。明朝政治人物。進士出身。

## 生平
天順六年（1462年）壬午科山東鄉試第二十二名。成化五年（1469年）乙丑科會試第一百五十一名，殿試登進士第二甲第十四名，后担任泗州知州，因寢左右塞水，被降职。

## 家族
曾祖言子秀。祖父言進，曾任光祿寺署丞。父亲言賓。